# MC Radio
MC Radio, Merkury City Radio – miejska rozgłośnia radiowa, działająca w Poznaniu. Właścicielem marki i podmiotem odpowiedzialnym za działanie MC Radia jest Radio Poznań SA, wielkopolska rozgłośnia regionalna Polskiego Radia.

## Program
MC Radio wystartowało 25 marca 2008 o godz. 8:00. Na częstotliwości 102,7 FM, jak i również w poznańskim multipleksie DAB+ Polskiego Radia nadaje głównie muzykę w formacie Hot AC, informacje dla kierowców oraz informacje z Poznania i okolic. Radio poświęca dużo czasu antenowego na wiadomości o najciekawszych lokalnych wydarzeniach muzycznych, kulturalnych i rozrywkowych. Na uwagę zasługuje niedzielne audycja autorska "Królewski wieczór", która propaguje polską muzykę (hip hop, electronic, chill out, rock, pop). Na antenie MC Radia emitowane są bezpośrednie transmisje na żywo spotkań koszykarskich drużyny Enea AZS Politechnika Poznań. 
Po serwisie można usłyszeć oryginalną prognozę pogody, którą przedstawia lektor Wojciech Gąssowski. Kontakt ze słuchaczami w czasie trwania programów na żywo możliwy jest poprzez fanpage na Facebooku, Messenger i wysyłanie SMS.
Oferta programowa przygotowana została przede wszystkim dla grupy docelowej odbiorców w wieku 25-49 lat. Swoim zasięgiem rozgłośnia obejmuje aglomerację poznańską, czyli Poznań i ościenne gminy. MC Radia można słuchać w Internecie www.mcradio.pl

## Wybrane audycje i ich prowadzący
- PON - PT: "MC poranek"  06:00-10:00 prowadzi Sebastian Kończak
- PON - PT: "MC w pracy" 10:00-14:00 zaprasza Anna Drzazga
- PN-ND: "MC Kolejorz - serwis" 09:45-18:45 - prowadzi Leszek Łukomski we współpracy z Wiarą Lecha
- WT: "Czego słucha świat" przegląd list przebojów prowadzi Marcin Żyski
- ŚR: "International Poznan" 20:00-21:00 Prowadzą: Piotr Szulc, Max Kruk
- PT: "Konik filmowy" 20:00-20:30 prowadzi Maciej Narożny
- PT: "Planeta Rytmu" 21:00-22:00 weekend rozkręca Tomasz Fąferek
- SO: "MC Party na 102! ... i 7 FM" 20:00-23:00 imprezuje Sebastian Kończak
- SO: "Klubowe MC Radio" 23:00-00:00 miksuje Tomasz Fąferek
- ND: "Królewski wieczór" 20:00-22:00 - polską muzykę prezentuje Kamil Król
- ND: "International Poznan" 22:00-23:00 Prowadzą: Piotr Szulc, Max Kruk